# Народный банк Республики Северная Македония
Народный банк Республики Северная Македония (макед. Народна банка на Република Северна Македонија, алб. Banka Kombëtare e Republikës së Maqedonisë së Veriut) — центральный банк Республики Македония, основанный 19 октября 1946 года. Его основной целью является поддержание ценовой стабильности в стране.